# سينتورينى ماتيو
سينتورينى ماتيو (بالإيطالية: Matteo Centurioni)‏ (8 مايو 1974 بالبندقية في إيطاليا - ) هو لاعب كرة قدم إيطالي في مركز الدفاع. لعب مع نادي تريفيزو ونادي رافينا ونادي فينيزيا ونادي كالياري ونادي ليتشي ونادي مودينا ونادي نوفارا وUS Corsico ‏.

## روابط خارجية
- سينتورينى ماتيو على موقع قاعدة بيانات كرة القدم.إي يو (الإنجليزية)
- سينتورينى ماتيو على موقع Soccerway.com (الإنجليزية)
- سينتورينى ماتيو على موقع عالم كرة القدم.نت (الإنجليزية)